# Culicoides bottimeri
Culicoides bottimeri är en tvåvingeart som beskrevs av Wirth 1955. Culicoides bottimeri ingår i släktet Culicoides och familjen svidknott. Inga underarter finns listade i Catalogue of Life.